# Ksar Bouzmellah
Ksar Bouzmellah (en arabe : قصر بوزملاه) est un village fortifié dans la province de Midelt, région de Draa-Tafilalet au Maroc .